# 王伯祥 (1908年)
王伯祥（1908年—2011年6月10日），吉林柳河县孤山子镇大甸子村人。中华民国军事将领。

## 生平
少年时，王伯祥家境比较富裕，进私塾上学，之后转到国民小学。1928年，他考入张学良任校长的東北講武堂。1934年，到马鸿逵的部队任总部参议，后又任总部参谋处上校主任。1939年升任第168师少将师参谋长，后又担任新编第31师参谋长、骑兵师参谋长、整编骑兵第10旅副旅长、骑兵师副师长。1949年8月，组建宁夏兵团贺兰军，任副军长。
1949年9月宁夏战役期间，王伯祥与军长马全良商议决定接受和平条件，宣布起义。1949年9月26日。中国人民解放军十九兵团进驻银川，银川市军事管制委员会成立。11月到西安西北军政大学高级研究班学习。学习结束后，被分配到甘肃天水第一高级步兵学校任军事教员。1952年7月，西北第一高级步兵学校和石家庄第六高级步兵学校合并为石家庄第二高级步兵学校，又被调往石家庄任军事教员。1955年肃反运动，携家属被发配到宁夏吴忠金积县当了农民。1956年，甘肃省畜牧厅厅长马全良到宁夏吴忠金积视察工作时偶遇王伯祥。1956年9月，王伯祥被安排到吴忠自治州政协工作。1958年，宁夏回族自治区成立，被调往吴忠金积县政协任副秘书长。之后吴忠金积县撤消，调吴忠市任政协委员。1960年，在宁夏回族自治区人民政府参事室任参事。
文化大革命期间，王伯祥被撤消了参事职务，被迁赶到同心县偏僻的乡村劳动改造。中国共产党第十一届中央委员会第三次全体会议后，自治区党委统战部做出决定，为王伯祥平反，他任参事室副主任，后又转为正厅级。历任自治区政治协商会议第三、四届文史委员会委员。2001年3月离休。
2011年6月10日在银川逝世，享年103岁。